# Конрад IV фон Ритберг
Конрад фон Ритберг (на немски: Konrad von Rietberg; † 9 февруари 1508) е като Конрад IV епископ на Оснабрюк (1482 – 1508) и като Конрад II епископ на Мюнстер (1497 – 1508). От 1497 г. той е и администратор в Оснабрюк.

## Произход и духовна кариера
Той е вторият син на граф Конрад V фон Ритберг († 1472) и съпругата му Якоба фон Нойенар († 1492). Чичо му Конрад III фон Дипхолц е епископ на Оснабрюк (1455 – 1482). По-големият му брат Йохан I († 1516) става през 1472 г. граф на Графство Ритберг. Сестра му Маргарета († 1535) се омъжва през 1483 г. за херцог Фридрих III фон Брауншвайг-Каленберг-Гьотинген. По-малкият му брат Симон (ок. 1466 – 1480) е домхер в Кьолн.
Конрад учи от 1477 г. няколко години в Рим и от 1481 г. следва в университета в Кьолн. След това е домхер в Кьолн, домпропст в Оснабрюк и от 1483 г. и на манастира в Девентер.
На 2 февруари 1482 г. катедралният капител го избира за епископ на Оснабрюк, след смъртта на чичо му Конрад фон Дипхолц. Той служи, заради финансови проблеми, като съветник и дипломат на курфюрст Йохан Цицерон фон Бранденбург при пътуванията до Унгария, Дания и Полша. През 1488 г. гражданите на Оснабрюк въстават. През 1493 г. той участва в обсадата на Брауншвайг, след това известно време е отново в Бранденбург.
На 18 април 1497 г. катедралният капител на Мюнстер поставя Конрад за епископ. Той се връща за постоянно във Вестфалия. Конрад сключва съюз между манастир Оснабрюк и град Бремен. През 1500 г., като администратор на Оснабрюк, се съюзява с епископа на Хилдесхайм и също с архиепископа на Бремен.
След смъртта му сърцето му е погребано в катедралата на Оснабрюк, а тялото му в катедралата „Св. Павел“ в Мюнстер.